# Projections
| Recensione | Giudizio |
| ---------- | -------- |
| AllMusic   | [ 1 ]    |

Projections è un album discografico del gruppo blues rock statunitense The Blues Project, pubblicato nel novembre 1966.
Prodotto da Tom Wilson, l'album fu la loro prima uscita in studio e presentò un suono più rockeggiante. Jim Marshall fu accreditato come il fotografo della copertina dell'album.
Poco dopo l'uscita di quest'album, nella primavera del 1967 Al Kooper lasciò la band per formare i Blood, Sweat & Tears.

## Tracce
Lato 1
1. I Can't Keep From Crying - 4:25 (arr. da Kooper)
2. Steve's Song - 4:55 (Katz)
3. You Can't Catch Me - 4:14 (Berry)
4. Two Trains Running - 11:20 (Morganfield)

Lato 2
1. Wake Me, Shake Me - 5:15 (arr. da Kooper)
2. Cheryl's Going Home - 2:35 (Lind)
3. Flute Thing - 5:58 (Kooper)
4. Caress Me Baby - 7:12 (Reed)
5. Fly Away - 3:30 (Kooper)

## Formazione
- Danny Kalb - chitarra, voce
- Steve Katz - chitarra, armonica a bocca, voce
- Andy Kulberg - basso, flauto
- Al Kooper - tastiere, voce
- Roy Blumenfeld - batteria

### Produzione
- Tom Wilson - produzione
- Jerry Schoenbaum - supervisione
- Val Valentin - ingegneria del suono
- Ken Kendall - disegno di copertina
- Jim Marshall - foto di copertina